# Käseigel

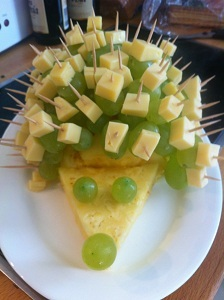
Käseigel

Als Käseigel wird die Garnierung von Käsespießen in Form eines Igels bezeichnet. Seit den 1950er Jahren sind Käseigel ein Bestandteil von kalten Platten und Büffets.

## Zubereitung
Hierbei wird der grob gewürfelte Käse zusammen mit Weintrauben, Clementinen (kernlosen Mandarinen) oder anderen Früchten auf kleine Spieße bzw. Zahnstocher aufgesteckt, die dann als Igelstachel auf eine große, zumeist halbierte Frucht (beispielsweise Orange, Honigmelone,  Grapefruit oder einen halben Kohlkopf) gesteckt werden. Käseigel waren von den 1950er bis 1970er Jahren ein beliebter Bestandteil von kalten Buffets. Rezepte sind seit den 1960er Jahren belegt. Ein verwandtes Gericht ist der Mettigel.